# ウルトラの母
ウルトラの母（ウルトラのはは、英表記：Mother of Ultra）は、円谷プロ制作の特撮テレビドラマシリーズ「ウルトラシリーズ」の作品に登場する、架空のキャラクター。
1973年放映の『ウルトラマンタロウ』第1話「ウルトラの母は太陽のように」で初登場。

## 概要
M78星雲で光の国のウルトラ戦士のうち、治癒の力を持つ特殊な部隊「銀十字軍」の隊長職にあり、普段はウルトラクリニック78で働く。
ウルトラ戦士たちの救護や看護活動が主任務で、戦闘を行うことはほとんどないが、『ウルトラマンタロウ』第3話でライブキングを倒した実績からも分かるように、戦闘力は決して低くはないが、攻撃技よりも特殊能力に優れており、戦闘で傷ついたウルトラ戦士たちの体と心を癒すことに力を注ぐ。
子守唄は宇宙一上手いとされている。ウルトラマンタロウの実母であることがよく知られているが、他のウルトラ兄弟とは血縁関係はないとはいえ、ウルトラの父同様に大きな愛で彼らを優しく見守ることから、実母のように慕われて「母」と呼ばれている。ウルトラマンタイガの実祖母でもある。ウルトラセブンの母は実姉という設定も存在したが、この設定は現在では使用されていない。また、ウルトラマンAは孤児で、ウルトラの母に引き取られていたという設定もある。
本名は、映画『大怪獣バトル ウルトラ銀河伝説 THE MOVIE』にてウルトラウーマン マリーと設定された。
初登場した『ウルトラマンタロウ』で地球で行動する際に東光太郎の亡き実母と瓜二つの、通称「緑のおばさん」の姿になることもあった。未来を見通す能力を備えており、自身が東光太郎とタロウを合体させて地球防衛に就かせることを知っていた。または、「タロウの地球駐在の任に際しては前もって地球に潜入し、緑のおばさんの姿で実の息子を託すにふさわしい地球人を探していた」ともされている。
初登場当時、“エンペラ星人率いる怪獣軍団と光の国で繰り広げられた戦争の際、負傷したウルトラの父（当時はまだ大隊長ではなかった）の看護を担当し、それがきっかけで恋愛関係になり結婚した”という馴れ初めが書籍で語られている。

## 登場作品

### テレビシリーズ
1. 『ウルトラマンタロウ』（1973年）：第1話 - 第3話（第2話はノンクレジット）、第19話、第20話、第24話（ノンクレジット）、第40話、第53話
2. 『ウルトラマンレオ』（1974年）：第39話
3. 『ウルトラマンメビウス』（2006年）：第10話・第11話、第27話、第29話、オープニング映像
4. 『ウルトラマンギンガ』（2013年）：第6話・第11話
5. 『ウルトラマンジード』（2017年）：第24話

### 劇場版・オリジナルビデオなど
1. 『ウルトラ6兄弟VS怪獣軍団』（1979年）
2. 『ウルトラマン怪獣大決戦』（1979年）
3. 『ウルトラマン物語』（1984年）
4. 『みんなあげちゃう』（1985年）[注釈 3]
5. 『新世紀ウルトラマン伝説』（2002年）
6. 『新世紀2003ウルトラマン伝説 THE KING'S JUBILEE』（2003年）
7. 『ウルトラマンメビウス外伝 ヒカリサーガ』SAGA3（2006年）
8. 『大怪獣バトル ウルトラ銀河伝説 THE MOVIE』（2009年）
9. 『ウルトラマンゼロ THE MOVIE 超決戦!ベリアル銀河帝国』（2010年）
10. 『超人之母 X HYSAN PLACE Teaser』（2015年）[9][10]
11. 『劇場版ウルトラマンジード つなぐぜ!願い!!』（2018年）
12. 『ウルトラギャラクシーファイト 大いなる陰謀』（2020年）
13. 『ウルトラギャラクシーファイト 運命の衝突』（2022年）

## ウルトラの母を演じた人物

### 人間態
- 緑のおばさん（東光太郎の亡母と二役、演：ペギー葉山、『ウルトラマンタロウ』）
- 若い女性（演：羅子喬（中国語版）、『超人之母 X HYSAN PLACE Teaser』）[9][10]

### 声の出演
- ペギー葉山（『ウルトラマンタロウ』）
- 上坂タエ子（『ウルトラ6兄弟VS怪獣軍団』）
- 池田昌子（『ウルトラマン物語』、『ウルトラマンメビウス』、『劇場版ウルトラマンジード つなぐぜ!願い!!』他）
- 長谷川理恵（『大怪獣バトル ウルトラ銀河伝説 THE MOVIE』）
- 大谷美紀（『ウルトラマンギンガ』）
- 三森すずこ（『ウルトラギャラクシーファイト 大いなる陰謀』他）[11]

### スーツアクター
- 安富誠（『ウルトラマンタロウ』）[2][注釈 4]
- 岩槻由美子（『ウルトラマン物語』）[2]
- 山下純（『大怪獣バトル ウルトラ銀河伝説 THE MOVIE』）[13]
- 安達仁美（『ウルトラマンジード』、『劇場版ウルトラマンジード つなぐぜ!願い!!』）

## データ
マザーレッド
頭の小さなトゲ。夫・ウルトラの父と連絡を取ったり、子供たち（ウルトラ兄弟）の危険を知ることができる。
銀十字勲章
耳にあるおさげ状の部分が勲章。多くのウルトラ族を救った功績で授与された。勲章を外した状態のスチル写真も存在する。
マザーブルー
左腕にはめている青いブレスレット。

### 技・能力
マザー光線
マザーブルーのエネルギーを右腕に移して発射するダメージの回復と治療を進める瞬間治療光線。『ウルトラマンタロウ』第3話と第19話でタロウに、映画『新世紀ウルトラマン伝説』ではウルトラマンゼアスとウルトラマンナイスに使った。
マザーシャワー
再生エネルギー光線の雨を降らせて死者を蘇らせる技。『ウルトラマンタロウ』第19話でバードンに倒されたタロウに使用。『ウルトラマンメビウス』第11話でハンターナイト ツルギを甦らせる際にも良く似た技を使っている。
マザー破壊光線
右腕から発射する破壊光線。タロウのストリウム光線に負けない威力を持つ。『ウルトラマンタロウ』第3話でストリウム光線との同時発射でライブキングを倒した。
パワービーム
映画『ウルトラマン物語』でタロウのウルトラホーンに超エネルギーを集める特訓で使った光線。両手から放射する。
銀十字光線（本編未使用）
両手から放射し、子供の傷をたちまち治すとされている。
マミー光線（本編未使用）
胸から発射する光線で、子供を育てるとされている。
リライブ光線（本編未使用）
死んだ生物を甦らせる。
ウルトラスラップ（本編未使用）
『大怪獣バトルRR』でのオリジナル必殺技。相手に向かって強烈な往復ビンタを浴びせる。
マザーパンチ
素早く繰り出すパンチ。光の国の「プラズマスパーク・エネルギーコア」の強奪を企んだウルトラマンベリアルに繰り出したが受け止められてしまった。
マザーキック
強烈なキック複数のバリエーションがあり、ウルトラマンベリアル戦では、頭めがけて左足から放ったハイキックや大きく振り上げた回し蹴りを繰り出しているものの、さしたるダメージは与えられなかった。
ダブルリフティング
瞬間的に超怪力を引き出す「ウルトラパワー」をタロウとともに発揮し、怪獣を持ち上げる技。『タロウ』第3話でわずかな肉片から再生するライブキングを宇宙空間で撃破するため、地球から運び出す際に披露した。

## 劇中での活躍

### 『ウルトラマンタロウ』
第1話、第2・3話、第19話、第20話、第24話、第40話、第53話に登場。
第1話では東光太郎の前に緑のおばさんの姿で現れ、ウルトラバッジと白いマフラーを与えた。光大郎は亡母と瓜二つだったことから「お母さん」と呼んでいる。その後、アストロモンスとの戦いで重傷を負った光太郎にタロウの命を与えた。
第2・3話では光太郎がライブキングに飲み込まれた際、救出のために地球に向かい（光太郎は第3話でZATに救出された）、その途中で光太郎の夢の中に現れて激励した。そして、光太郎がライブキングの下敷きになった瞬間に地球に到着し、光太郎を救出。タロウとともに宇宙空間でライブキングを倒した。初登場時にもかかわらず周囲の人物は母の名前を知っていた。
第19話では、第18話でバードンに敗れたタロウを蘇らせ、その際にキングブレスレットを授けた。タロウがバードンを倒した際に再び現れ、タロウ同様に第18話でバードンに敗れたゾフィーをウルトラの星に連れ帰った。
第20話ではフライングライドロンの子怪獣と戦うタロウに、母と子の愛を説いた。
第24話では、ムルロアに敗れた光太郎＝タロウにウルトラベルの存在を教えた。
第40話では、タイラントを倒したタロウを祝福した。
第53話では光太郎の夢の中に現れ、彼の人生の転機となる変事件として、彼の恩人でもある白鳥船長がサメクジラに殺されることを予言し、それはタロウでも止められないと語りかける。やがて、一人の人間として生きることを決意した光太郎からウルトラバッジを受け取り、タロウに変身せずにバルキー星人を倒した彼にメッセージを送った。
- 第1・2話では着ぐるみが未完成だったため、急遽ウルトラマンの着ぐるみを改造した物が用意され、太陽を背にしたシルエットでの登場となった[16][17]。着ぐるみが登場した第3話以降でも、バンクとして度々使用。

第53話の決定稿では登場していない。

### 『ウルトラマンレオ』
第39話にのみ登場。ウルトラ兄弟の一員となったウルトラマンレオとアストラを、ウルトラの父とともに見守っていた。
- 登場映像は『タロウ』第19話の流用。

### 映画『ウルトラ6兄弟VS怪獣軍団』
タイ国で仏像を護って死んだ少年・コチャンに、伝説の白猿ハヌマーンの命を授けた。

### 映画『ウルトラマン怪獣大決戦』
冒頭で他のウルトラ戦士とともに登場し、初代ウルトラマンが地球に旅立つのを見守った。未使用場面ではバルタン星人の宇宙船を爆破したウルトラマンの安否を気遣い、生存を他のウルトラ戦士とともに喜ぶ場面もあった。

### 映画『ウルトラマン物語』
グランドキングとの最終決戦に苦戦中のウルトラ6兄弟のもとへウルトラサインを送り、彼らにスーパーウルトラマンとなるよう指示する。
- スーツは新規造形[19]。

### 映画『新世紀ウルトラマン伝説』
ほかのウルトラ戦士とともに天空魔と戦った。

### 映画『新世紀2003ウルトラマン伝説 THE KING'S JUBILEE』
ウルトラマンキングの誕生日を、ほかのウルトラ戦士とともに祝福した。

### 『ウルトラマンメビウス』
テレビシリーズのほかに、インターネット配信作品『ウルトラマンメビウス外伝 ヒカリサーガ』に登場。
以下、時系列順に解説。
第10・11話では、ボガールモンスとの戦いで力尽きたハンターナイトツルギに新たな命を与え、本来の姿であるウルトラマンヒカリに転生させ、ウルトラマンとして生きるように諭した。
第27話で地球に「途方もない脅威」が迫っていることを察知したウルトラの父とともに、第29話でメビウスに光の国への帰還を命じた。しかし、メビウスを光の国へ帰すことはできなかった。
『ヒカリサーガ』SAGA3では、ウルトラの父やゾフィーとともにヒカリの活躍を見守った。
- ヒビノ・ミライのモデルとなったバン・ヒロトを、ウルトラの母に助けられていたという設定で再登場させる案もあった[20]。

### 映画『大怪獣バトル ウルトラ銀河伝説 THE MOVIE』
光の国に侵入したウルトラマンベリアルにウルトラの父が敗れ、タロウがベリアルの攻撃から自分たちを庇って倒れた後、自らもベリアルと戦うが、敗れてしまう。その後、ベリアルにプラズマスパークタワーを奪われてウルトラの父とともに凍り付いてしまうが、ウルトラマンゼロによってプラズマスパークタワーが光の国に戻ると復活した。
- ウルトラの父やゾフィーとともに若いころの姿を登場させる案もあったが、造型スケジュールの都合から実現には至らなかった[21]。

### 『ウルトラマンギンガ』
第6話にてタロウの回想シーンに登場。ウルトラの父のようになれないことを悩む幼き日のタロウに、「父と同じようにはなれないが超えることはできる」と教えた。
ダークスパークウォーズでウルトラの父やウルトラ5兄弟とともにタロウを庇ってスパークドールズに変えられたが、第11話でタロウを光の中から激励した。

### 『ウルトラマンジード』
テレビ本編および劇場版に登場。 
テレビ本編では第24話のみに登場。光の国からベリアル復活の兆候を感じ取り、ウルトラの父とともに不安そうな表情を浮かべていた。
劇場版『つなぐぜ!願い!!』では光の国からウルトラの父、ゾフィー、初代ウルトラマン、セブンとともにジード・ゼロ・オーブとギルバリスの戦いを見守っていた。

### 『ウルトラギャラクシーファイト 大いなる陰謀』
ウルトラウーマンマリーとして登場。
ウルトラ大戦争で、ウルトラマンケン（ウルトラの父）と出会う。光の国に代々伝わる聖剣ウルティメイトブレードを管理する一族の出身であったことが語られた。

## テーマ曲
ウルトラの父にはテーマ曲は無いが、ウルトラの母には以下の2つのテーマ曲が存在する。
「ウルトラの母のバラード」
作詞：田口成光 / 作曲・編曲：冬木透 / 歌：藤田淑子
『ウルトラマンタロウ』で使用。ペギー葉山によるカバーもキングレコードから発売されている。
「母の祈り」
作詞・作曲：KATSUMI / 編曲：山本健司 / 歌：ダ・カーポ
『ウルトラマンメビウス』で作られたが、劇中未使用。アルバム「ウルトラマンメビウス ソング・コレクション」に収録されている。

## ウルトラシリーズ以外での登場
- 『みんなあげちゃう』 - 弓月光原作の実写映画。ヒロインの夢の中に現れる、という形でのゲスト出演。監督の金子修介によると、出演料とは別に著作権使用料として1秒あたり数万円を徴収されたことが語られている[23]。
- 『風雲!たけし城』 - 1987年秋のスペシャル「たけし軍世界最強の総攻撃」にすもうでポンの対戦相手として出演。レッドキングと対決するも完敗し、土下座した。
- 人材派遣の「エー・オー・シー・キャリア」 - CMにてゲストキャラクターとして登場。キャリアを生かして事務職を行うが、カラータイマーが点滅し始めたため早引きしてしまった[注釈 6]。「新人CM」バージョンでも「原人」「巨人」「怪人」などと共に一瞬だけ登場する。
- JR博多シティ - 2014年から2016年のテレビCMに登場した。
  - 2014年3月のリニューアルのCMイメージキャラクターとして登場。八頭身のスタイルと「シャレトンシュワッ」[注釈 7]のキャッチコピーが話題となる[24]。別バージョンではウルトラの母の他にバルタン星人、ダダ、ピグモンも登場する[24]。
  - 2014年6月のアミュ博多 / アミュエスト / アミュ鹿児島「Amu Ultra Bargain」編では水着姿で登場。こちらの別バージョンはダダ、ピグモンに加えジャミラも登場する[25]。
  - 2014年12月の「初売り 母の着物」編および「バーゲン 母とM1号」では着物姿で登場。「バーゲン 母とM1号」編ではM1号も登場する[26]。
  - 2015年春の「Amu Ultra 4th Anniversary」[27]編、2015年夏の「AMU ULTRA Bargain」編[28]、2016年1月の「AMU&EST ULTRA初売り」編[29]ではウルトラの父と共演。2016年2月の「AMU ULTRA VALENTINE」編まで担当した[30][31]。

なお、本CMのウルトラの母は本来固定されている銀十字勲章がまるで髪の毛のように動いてなびくという違いがある。
- 希慎広場（中国語版）（HYSAN PLACE） - 香港の軒尼詩道にあるショッピングセンターのウェブ動画「超人之母 X HYSAN PLACE Teaser」の主人公として登場した。撮影は同地で行われ、動画は円谷プロが共同制作した[9]。
  - 「購物篇」では、M78星雲から希慎広場に降り立ち買い物を楽しむが、周りの買物客に撮影されるため試着室で若い女性（演：羅子喬（中国語版）[注釈 8]）に変身する[9][10]。
  - 「終極篇」では、人間態で買い物やカフェを楽しんでいたが、バルタン星人に邪魔されたため、元の姿で戦う。ラストでは、観念したバルタン星人に買い物の紙袋を持たせて、一緒にM78星雲に帰還する[10]。
- クリナップ - 流レールシンクのCMにてキャラクターとして登場。